# Józef Kremer

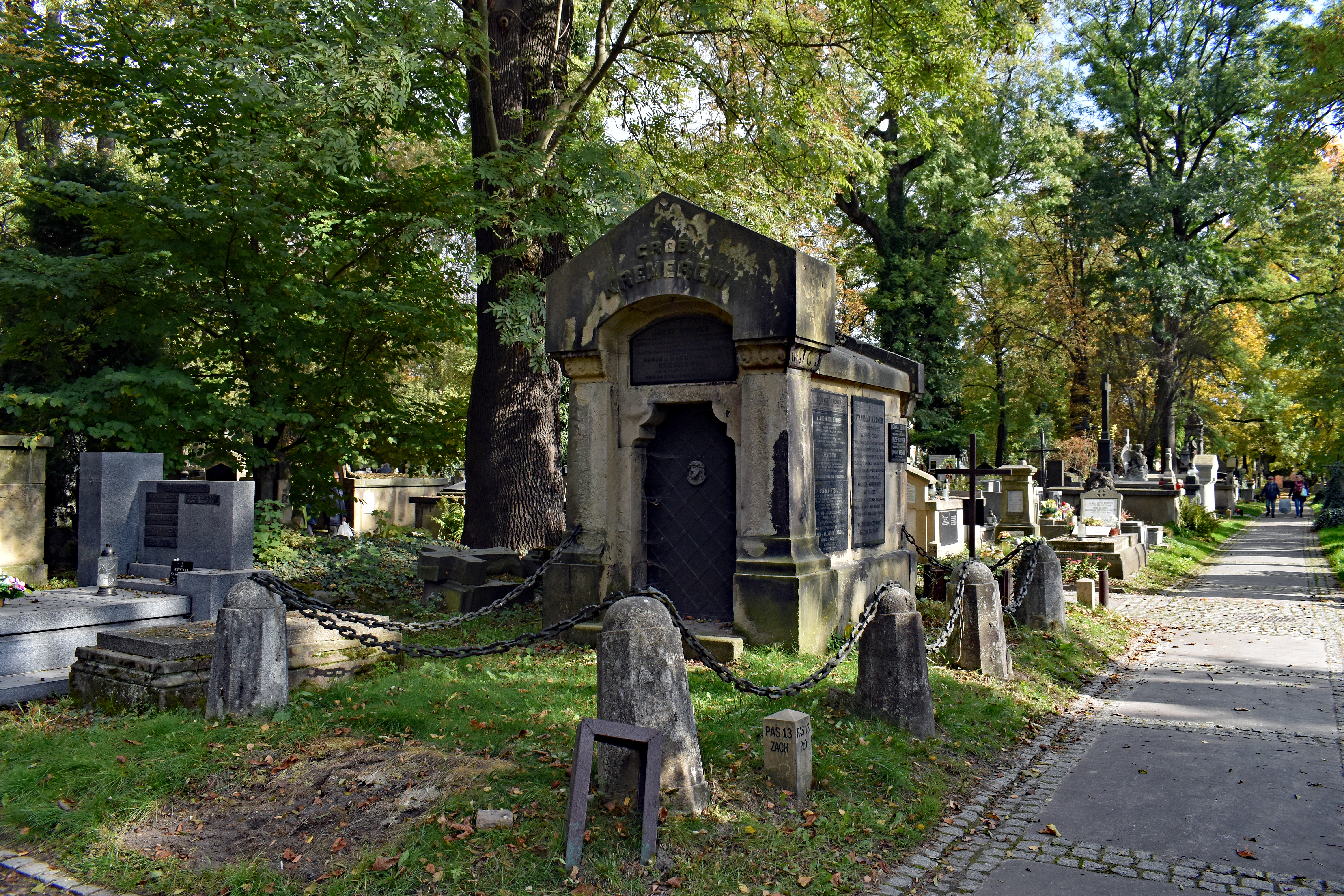
Grobowiec Kremerów. Miejsce spoczynku Józefa Kremera na cmentarzu Rakowickim

Józef Kremer (ur. 22 lutego 1806 w Krakowie, zm. 2 czerwca 1875 tamże) – polski polihistor: filozof, estetyk, encyklopedysta, historyk sztuki, prekursor psychologii.

## Życie
Syn Josepha Kremera (1769-1848) z Opawy oraz Marii Anny Erb (1769-1828) pochodzącej z zamożnej szlacheckiej rodziny z Karlsbadu. Uczęszczał do gimnazjum św. Anny w Krakowie, a od 1823 studiował filozofię i prawo na Uniwersytecie Jagiellońskim. Po uzyskaniu stopnia magistra edukację uzupełniał w Berlinie, Heidelbergu i Paryżu (1828-1830). W Berlinie słuchał wykładów Georga Wilhelma Friedricha Hegla, Friedricha Daniela E. Schleiermachera, Carla Rittera, Eduarda Gansa i Friedricha Carla Savigny’ego, w Heidelbergu – m.in. Antona Friedricha J. Thibauta. Podczas dalszych studiów w Paryżu uczęszczał na wykłady Jeana-Baptiste’a Say’ego, François Guizota oraz Abla-François Villemaina. Uczestniczył w powstaniu listopadowym (ranny w bitwie pod Grochowem). Od 1847 wykładał filozofię na UJ, a od 1853 estetykę i historię sztuki w krakowskiej Szkole Sztuk Pięknych. Był jednym z autorów haseł do 28 tomowej Encyklopedii Powszechnej Orgelbranda z lat 1859–1868. Jego nazwisko wymienione jest w I tomie z 1859 roku na liście twórców zawartości tej encyklopedii.
W latach 1865–1866 pełnił urząd dziekana Wydziału Filozoficznego, a w latach 1870–1871 rektora UJ. Należał do Towarzystwa Przyjaciół Sztuk Pięknych w Krakowie, Towarzystwa Naukowego Krakowskiego, Towarzystwa Archeologicznego w Wilnie, Towarzystwa Zachęty Sztuk Pięknych w Warszawie, Towarzystwa Przyjaciół Nauk w Poznaniu. W 1872 współzakładał Akademię Umiejętności, w której był dyrektorem Wydziału Historyczno-Filozoficznego, przewodniczącym Komisji Filozoficznej, członkiem Komisji Historii Sztuki oraz Komisji Archeologicznej.
Został pochowany na cmentarzu Rakowickim w Krakowie.

## Twórczość
Prace Kremera zebrał i wydał w 12 tomach Henryk Struve (Warszawa 1877-1880).
Kremer jest prekursorem naukowego uprawiania psychologii w Polsce: przeprowadził systematyczny podział zjawisk psychicznych na świadome i nieświadome, zaś antropologię rozumiał jako naukę o ich wzajemnej relacji. W historii sztuki jako pierwszy w Polsce zaczął stosować poprawną terminologię stylową.

## Rodzina
Rodzeństwo Józefa Kremera: Karol Roman Kremer (1812-1860) – architekt krakowski; Aleksander August Kremer (1813-1880) – lekarz i społecznik.
Potomstwo Józefa Kremera i Marii Mączyńskiej (1824-1897): Helena (1846-1921), Józef (1848-1906), Maria (1854-1883). Helena w 1869 poślubiła lekarza i profesora Uniwersytetu Jagiellońskiego Lucjana Rydla (1833-1895), z którym miała siedmioro dzieci, w tym słynnego pisarza i poetę Lucjana Rydla (1870-1918). Józef ożenił się z Heleną Epstein. Najmłodsza Maria wyszła za mąż za znanego historyka Stanisława Smolkę (1854-1924).